# NOS Journaal
NOS Journaal – program informacyjny holenderskiego publicznego nadawcy NOS. Jest emitowany codziennie na NPO 1 i NPO 2, oraz czasami na NPO 3.

## Historia
Program został wyemitowany po raz pierwszy 5 stycznia 1956 roku na kanale NTS. Był wtedy znany jako NTS-journaal.
3 października 1957 Coen van Hoewijk został pierwszym prezenterem programu. 
Teraźniejsza nazwa programu obowiązuje od powstania nadawcy Nederlandse Omroep Stichting w 1969 roku.
Główne zmiany w prezentacji NOS Journaal zostały wprowadzone w maju 2012 roku: prowadzący prezentował teraz wiadomości na stojąco, w przeciwieństwie do siedzenia za biurkiem, a wiadomości zaczęto dostarczać za pomocą dużej ściany wideo przedstawiającej zdjęcia wiadomości dnia. Według NOS zmiany te zostały wprowadzone w celu zwiększenia poczucia pilności i lepszego połączenia z widzem